# Терскол (село)
Терскол (карач.-балк. Терс къол — «неправильна, крива балка») — село в Ельбруському районі Кабардино-Балкарії, входить в сільське поселення Ельбрус. Село розташоване у верхів'ї Баксанської ущелини.

## Загальний опис
Село побудовано для проживання обслуговчого персоналу рекреаційного району Приельбрусся. Це головний гірськолижний центр колишнього СРСР і нинішньої Росії. Населення за переписом 2010 р. — 1148 чол.
У центрі селища знаходиться контрольна гірсько-рятувальна служба, яка є однією з найсильніших служб в структурі МНС Росії.
В селищі розташована турбаза «Терскол» — належить міністерству оборони РФ.
Ряд туристичних компаній здійснюють регулярні автобусні рейси «Москва-Терскол-Москва».
Неподалік від Терскола (бл. 4 км нижче по р. Баксан) у 1960-70-х роках працював молодіжний альптабір «Україна» (відомий також під назвою — «Юний альпініст»).
Як правило, більшість сходжень на Ельбрус з боку Баксанської ущелини починаються туристами і альпіністами з цього поселення.
Пам'ятник репортерам і кореспондентам, що загинули на Кавказі

## Галерея

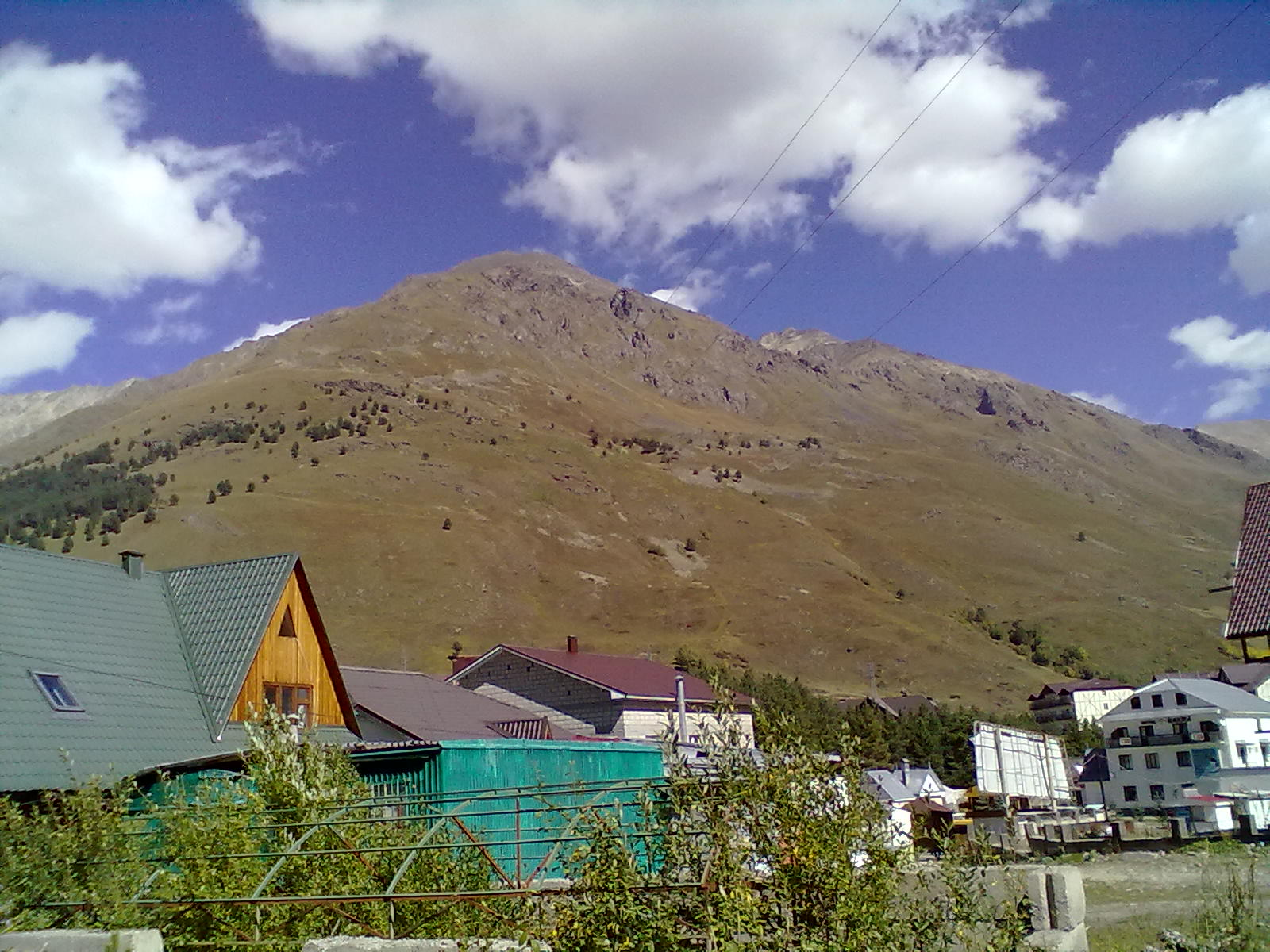
Село восени

## Населення
| 2002 | 2010  |
| ---- | ----- |
| 1181 | ↘1138 |

## Цікаво

Альптабір «Україна», фрагмент, 1965 рік.

- У останній третині ХХ ст. поблизу села — за 2-3 км вниз по ущелині Баксан — розташовувався молодіжний альптабір «Україна», де проходила вишкіл українська молодь. Зокрема, були походи на Ельбрус до Притулку 11, в ущелини Азау, Донгуз-Орун, Терскол інші.